# Ясиновський Михайло Олександрович
Миха́йло Олександрович Ясино́вський  (13 травня 1899–29 серпня 1972) — український лікар-інтерніст, заслужений діяч науки УРСР (з 1951 р.), член АМН СРСР (з 1963). З 1943 по 1946 рік головний (флагманський) терапевт Чорноморського флоту СРСР.

## Біографія
Народився 13 травня 1899 року в місті Одеса. У 1922 р. закінчив Одеський медичний інститут, при терапевтичних клініках якого і залишився працювати.
З 1934 по 1956 р. завідував госпітальною, а з 1956 р. до кінця життя — факультетською терапевтичною клінікою Одеського медичного інституту. Тоді ж на суспільних засадах очолював відділ ревматології Одеського науково-дослідного інституту курортології та фізіотерапії (1959—1972).
У 1935 р. захистив докторську дисертацію, присвячену питанням фізіології, патології і клініки захворювань слизових оболонок.
Під час Другої світової війни був консультантом-терапевтом Кисловодської госпітальної бази і начальником медичної бази госпіталю (1941—1942), із січня 1943 р. і до кінця війни полковник медичної служби М. О. Ясиновський — Головний терапевт Чорноморського флоту.
У 1961 році обраний член-кореспондентом АМН СССР. З 1963 року академік АМН СРСР.
Помер у 1972 році в м. Одеса. Похований на 2-му християнському кладовищі.

## Наукова робота
Праці присвячені вивченню вірусного гепатиту А, ревматизму, захворювань кровотворних органів, а також вивченню хвороб слизових оболонок ротової порожнини, шлунку, кишечнику, жовчного міхура.
Ним запропоновані методи функціональної діагностики, які застосовуються при оцінці курортного лікування. Встановлені особливості розвитку, лікування і попередження недостатності кровообігу при ревматизмі і ревматичних пороках серця, розроблені методи лікування гострого ревматизму, а також профілактики рецидивів цього захворювання.
М. О. Ясиновський зробив також великий внесок до військово-польової терапії, є одним із основоположників вітчизняної військово-морської терапії.

### Основні праці
- К физиологии, патологии и клинике слизистых оболочек. Харьков, Научная мысль, 1931, 172 с.
- Клиническое описание эпидемической желтухи. М., 1946.
- Эпидемический гепатит (Болезнь Боткина). М., Медгиз, 1948, 232 с
- Токсикология и терапия пороховой болезни. — «Военно-морской врач», 1944, № 2, с. 15—19.
- Противоревматические средства. К., «Здоров'я», 1972, 187 с.

## Вшанування пам'яті
В Одесі є вулиця названа на честь Михайла Ясиновського. Факультетській клініці Одеського медичного інституту було присвоєно його ім'я.